# پیتر لامارک

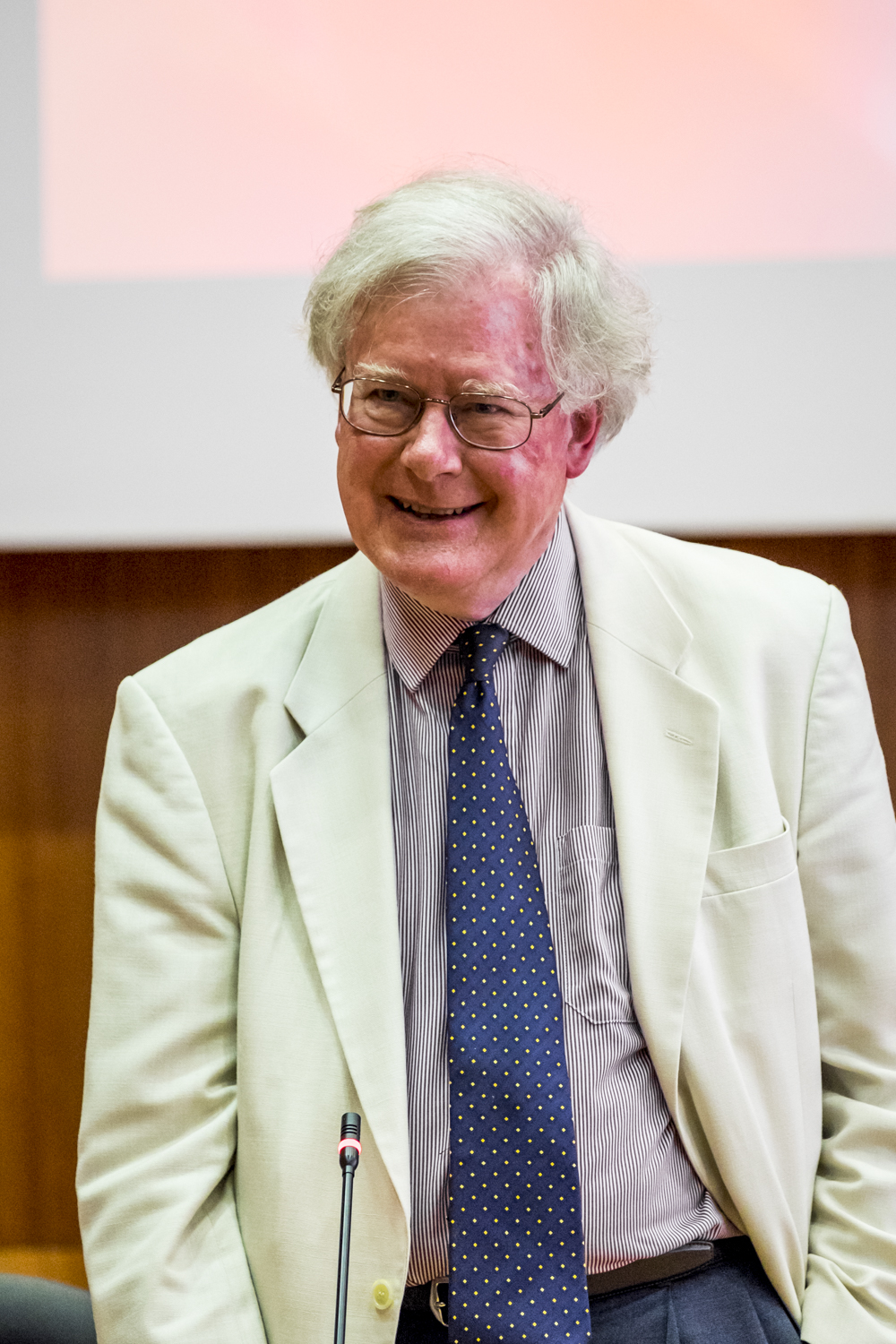
پیتر لامارک، فیلسوف انگلیسی - مه ۲۰۱۸

پیتر لامارک (به انگلیسی: Peter Lamarque) (زاده ۲۱ مه ۱۹۴۸) اهل انگلستان، فیلسوف هنر با گرایش فلسفه تحلیلی است. او از سال ۲۰۰۰ استاد دانشگاه یورک در انگلستان بوده‌است. لامارک سابقه تدریس در دانشگاه‌های معتبر بسیاری دیگر از جمله در دانشگاه کرنل و دانشگاه ملی استرالیا را نیز در کارنامه دارد. او بیشتر به خاطر نوشته‌هایش در فلسفه ادبیات و نقش احساس انسان در آثار ادبی شناخته شده است.

## زندگی
لامارک مدرک کارشناسی خود را در فلسفه و ادبیات انگلیسی از دانشگاه آنگلیا شرقی دریافت کرد و سپس به دانشگاه آکسفورد رفت و در آنجا با راهنمایی جاناتان کوهن فلسفه آموخت. لامارک بین سالهای ۱۹۷۲ تا ۱۹۹۵ در دانشگاه استرلینگ و در سالهای ۱۹۹۵ تا ۲۰۰۰ در دانشگاه هال به آموزش فلسفه پرداخت و در سال ۲۰۰۰ به دانشگاه یورک رفت.
لامارک در زمینه‌های گوناگون فلسفه کتاب و مقاله نوشته است که بشتر این آثار با گرایش فلسفه تحلیلی هنر نوشته شده‌اند. رویکرد «نظریه اندیشه» در رویارویی با تناقض داستان اولین بار توسط او مطرح شد.
از این نویسنده، کتاب فلسفهٔ ادبیات توسط میثم محمدامینی به فارسی ترجمه شده‌است.